# RosaMag
RosaMag est un magazine allemand diffusé en ligne destiné aux femmes noires. En 2020, il est nommé pour un Grimme Online Award et en 2021, il remporte le Golden Blogger Award pour le « Nouveau venu de l’année »,.

## Histoire
Le magazine est fondé en janvier 2019 par la journaliste Ciani-Sophia Hoeder en réaction au manque de représentation des femmes noires dans le paysage médiatique allemand. Il s'agit du premier magazine explicitement destiné aux femmes noires. Selon Ciani-Sophia Hoeder, l'objectif du magazine est de servir « à la fois de source d'information et d'autonomisation ». Le nom est un hommage à la militante américaine des droits civiques Rosa Parks. Huit mois après le lancement du projet, le magazine reçoit un financement du Media Lab Bayern. Depuis l'été 2020, il existe une coopération avec le magazine en ligne Aktuell, à travers lequel des textes de RosaMag apparaissent sur le site Internet d'Aktuell . Celia Parbey, rédactrice en chef du magazine depuis 2020, devient directrice générale de RosaMag.

## Ligne éditoriale
En termes de contenu, le magazine se concentre principalement sur des sujets liés au style de vie pour le groupe cible des femmes noires âgées de 25 à 45 ans, et aborde aussi le racisme et les questions d'identité. Le magazine s'efforce également de présenter des personnalités noires éminentes en Allemagne dans la section People. RosaMag génère des revenus via la plateforme de financement participatif Steady et compte 13 salariés, dont trois salariés permanents.

## Publications
Le livre Black is majuscule est publié en septembre 2021. Dans le livre, l'éditrice Evein Obulor rassemble vingt textes de noirs vivant en Allemagne FLINTA, dans lesquels ils décrivent les réalités de leur vie et leurs visions de l'avenir. Les co-auteurs comprenaient Alice Hasters, Anna Dushime, AnouchK ibacka Valiente, Celia Parbey, Christelle Nkwendja-Ngnoubamdjum, Ciani-Sophia Hoeder, Daddypuss Rex, Emilene Wopana Mudimu, Fatuma Musa Afrah, Jena Samura, Jenner Hendrixx, Katya Lwanga, Melanelle BC Hémêfa., Meret Weber, Sarah Fartuun Heinze, SchwarzRund, Shaheen Wacker, Stefanie-Lahya Aukongo, Tessa Hart et Winnie Akeri. Le volume a reçu le « Prix de l'édition de l'État libre de Bavière 2021 ».
- Le noir est en majuscule, &Töchter Verlag, Munich 2021,  (ISBN 978-3948819026)